# Vismets
Vismets is een Brusselse rockband die in 2007 werd opgericht.
Het eerste album Gürü voodoo heeft vooral een electrorocksound, terwijl de opvolger Abracadabra meer de psychedelische kant uitgaat.

## Discografie

### Albums
- Gürü Voodoo (2010, cd en dubbel-cd)
- Abracadabra (2014, lp en cd)

#### Ep's
- Vismets (2008, cd, eigen beheer)
- Avant Garde (2016, ep, wav. mp3)